# Jurij Reznik
Jurij Iwanowycz Reznik (ukr. Юрій Іванович Резник, rus. Юрий Иванович Резник, Jurij Iwanowicz Rieznik; ur. 13 sierpnia 1954 w Połtawie) – ukraiński piłkarz, grający na pozycji napastnika, a wcześniej pomocnika, trener piłkarski.

## Kariera piłkarska

### Kariera klubowa
Wychowanek DJuSSz Kołos Połtawa. W 1971 rozpoczął karierę piłkarską w miejscowym klubie Budiwelnyk Połtawa. Po krótkich występach w zespołach Hranit Czerkasy i SK Czernihów w 1975 przeszedł do Szachtara Donieck. Potem występował w klubach Dinamo Moskwa oraz Spartak Moskwa. W 1985 powrócił do Worskły Połtawa, w której w 1989 zakończył karierę zawodową.

## Kariera trenerska
Po zakończeniu kariery zawodniczej w 1989 pomagał trenować Worskłę Połtawa. Obecnie pracuje na stanowisku asystenta trenera w połtawskim klubie.

## Sukcesy i odznaczenia

### Sukcesy klubowe
- wicemistrz ZSRR: 1975, 1983
- brązowy medalista Mistrzostw ZSRR: 1978

### Odznaczenia
- nagrodzony tytułem Mistrza Sportu ZSRR: 1975